# Эд-Дилингат
Эд-Дилингат (араб. الدلنجات‎) — город на севере Египта, расположенный на территории мухафазы Бухейра.

## Географическое положение
Город находится на востоке мухафазы, в западной части дельты Нила, на расстоянии приблизительно 21 километра к юго-юго-востоку (SSE) от Даманхура, административного центра провинции. Абсолютная высота — 19 метров над уровнем моря.

## Демография
По данным переписи 2006 года численность населения Эд-Дилингата составляла 41 768 человек.
Динамика численности населения города по годам:
| 1996   | 2006   |
| ------ | ------ |
| 35 113 | 41 768 |

## Транспорт
Ближайший крупный гражданский аэропорт — Международный аэропорт Александрии.